# Ingångssteg
Ingångssteg är det steg där en svag signal först kommer in. Komponenten finns i till exempel radiomottagare och mixerbord.
För extremt svaga signaler som exempelvis kommer från rymden måste speciellt lågbrusiga transistorer eller brusanpassade transistorer användas. Förstärkaren kallas då LNA d.v.s. Low Noise Amplifier och kyls ofta ner till några Kelvin över absoluta nollpunkten ( -273,16K) då brus mer eller mindre är det samma som värme. Bland annat flytande helium används för den funktionen.